# 20分鐘報 (法國)
《20分鐘報》（法語：20 minutes）是法國的免費報紙，由施伯史泰德和法蘭西西部報集團共同發行。

## 外部連結
- 官方网站